# Caroline Christensen
Caroline Christensen, född 9 september 1925 i Stockholm, död 25 maj 2014, var en svensk sångare och skådespelare.
Under en period var hon engagerad i pingströrelsen och Filadelfiakyrkan i Stockholm där hon framträdde som solist. Det var på den tiden när musiklivet i Filadelfiakyrkan stod på topp med sångare som Einar Ekberg, med egen symfoniorkester, stora körer och musiker som tonsättaren Karl-Erik Svedlund.

## Filmografi
- 1968 – Freddy klarar biffen
- 1968 – Epicheigresis Apollon
- 1969 – Eva - den utstötta
- 1971 – 47:an Löken
- 1972 – Firmafesten
- 1974 – Vita nejlikan eller Den barmhärtige sybariten
- 1976 – I lust och nöd